# Contea di Hodgeman
La contea di Hodgeman in inglese Hodgeman County è una contea dello Stato del Kansas, negli Stati Uniti. La popolazione al censimento del 2000 era di 2 085 abitanti. Il capoluogo di contea è Jetmore.